# Sergio Cafaro
Sergio Cafaro (Roma, 19 marzo 1924 – 1º aprile 2005) è stato un pianista italiano.
Conseguì il diploma di pianoforte presso il conservatorio Santa Cecilia di Roma nella classe del maestro Rodolfo Caporali. In seguito seguì gli studi di composizione sotto la guida del maestro Goffredo Petrassi.
Sergio Cafaro ottenne numerosi riconoscimenti a concorsi nazionali e internazionali tra cui il Concorso internazionale di Ginevra. Nel corso della sua carriera concertistica, suonò da solista sotto la direzione di alcuni dei più celebri compositori tra cui Igor' Fëdorovič Stravinskij e Paul Hindemith e fu accompagnatore di musicisti di livello internazionale tra i quali i violinisti Nathan Milstein, Henryk Szeryng e Pina Carmirelli.
Dal 1956 è stato docente di pianoforte principale presso il conservatorio Gioachino Rossini di Pesaro e dal 1973 al 1992 titolare di cattedra presso il conservatorio Santa Cecilia di Roma.
Sposato con Anna Maria Martinelli Cafaro (Mimì), docente di pianoforte. Amatore di coleotterologia, compagno di innumerevole cacce dell'amico Boris Porena (anche lui compositore allievo di Petrassi, anche lui coleotterologo) è autore di un saggio inedito, Ricordi entomologici.
È scomparso il 1º aprile del 2005 all'età di 81 anni.